# Gaël Givet
Gaël Givet-Viaros (nascut el 9 d'octubre de 1981 a Arle, França) és un exfutbolista professional francès que jugà entre d'altres al Blackburn Rovers FC, en la Premier League.

## Referències

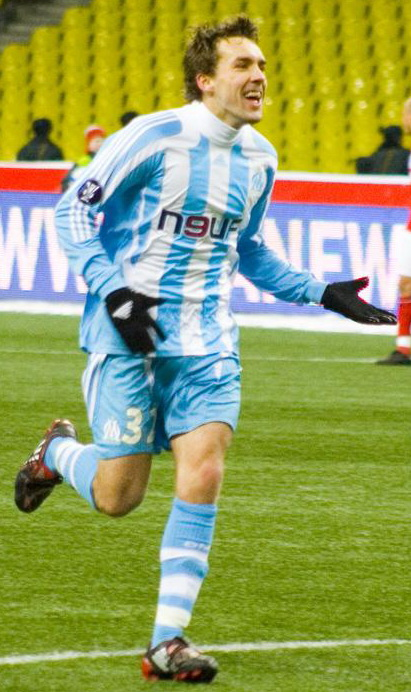
Givet jugant a Marsella el febrer de 2008.